# Information Management System
Information Management System (IMS) – hierarchiczny system bazodanowy opracowany przez IBM, składający się z IMS/Data Base i IMS/Data Communications. IBM opracowywał go od 1966 roku wspólnie z firmami Rockwell i Caterpillar na potrzeby tworzonego wówczas programu kosmicznego Apollo.
System jest rozwijany do dzisiaj i obecnie obsługuje m.in. takie standardy, jak Java, JDBC, XML Web services.